# Уса (приток Печоры)
Уса́ (коми Усва) — река в Республике Коми, правый и крупнейший приток реки Печоры.

## Название
Название реки имеет финно-угорское происхождение, в формах Уса, Укса неоднократно встречается в гидронимии Севера Европейской части России; предположительно означает «приток».
На манс. — ус, унс «нельма», то есть Уса «нельмовая (река)».

## Гидрография
Длина — 565 км (с Большой Усой (Сарт-Ю) — 663 км), площадь водосборного бассейна — 93600 км². Уса образуется слиянием Большой Усы и Малой Усы, начинающихся на склонах Полярного Урала. Малая Уса — река с быстрым течением и большим количеством порогов, популярна у водных туристов, Большая Уса в среднем течении практически не проходима. На самой Усе порогов нет, только быстрины и перекаты в верхнем течении. Берега в верховьях высокие, скалистые; в среднем и нижнем течении, в основном, низменные и сильно заболоченные. Ещё один участок скалистых выходов расположен в нижнем течении в районе деревни Адак, где Уса пересекает гряду Чернышёва.
Ниже посёлка Сивомаскинский река сильно расширяется (ширина реки в нижнем течении колеблется от 700 метров до двух километров) и начинает образовывать излучины и острова, такой характер река сохраняет вплоть до устья. В 30 километрах от впадения Усы в Печору на правом берегу реки расположен город Усинск, рядом с ним посёлок Парма с одноимённой пристанью. В устье реки — село Усть-Уса.

## Притоки
Объекты перечислены по порядку от устья к истоку.
- 15 км: Воргашорвис
- 21 км: Колва[10]
- 35 км: Сёд-Ю
- 55 км: Большая Сыня[12]
- 62 км: Табликаю
- 69 км: Баган
- 76 км: водоток прот. без названия
- 76 км: Ыджыд-Нидзъёль
- 86 км: водоток прот. без названия
- 91 км: Большая Макариха
- 98 км: Гырдъёль
- 108 км: Макариха (Лек-Макариха)
- 110 км: Понъю
- 118 км: Пашпиянъю
- 129 км: Заостренная
- 141 км: Понтъю
- 153 км: Мирон-Ю
- 161 км: Адзьва[9]
- 171 км: Изъяшор
- 174 км: Мал. Адакъю
- 175 км: Бол. Адакъю
- 178 км: река без названия
- 179 км: река без названия
- 191 км: Ягъёль (Яг-Йоль)
- 198 км: Поварница
- 206 км Косью[13]
- 214 км: Большой Кочмес[14]
- 215 км: водоток прот. без названия
- 220 км: Роман-Йоль (Роман-Ёль)
- 225 км: Сёд-Ю
- 236 км: Отовась-Йоль (Отовасъёль)
- 238 км: Лёк-Ю
- 250 км: Малая Роговая
- 252 км: Большая Роговая (Верхняя Роговая, Роговая)[14]
- 266 км: Никан-Ю
- 279 км: Нерь-Ю
- 288 км: Ханды-Йоль (Хандыёль)
- 297 км: Большая Пиярга
- 305 км: Пальник-Шор
- 312 км: Ольховей (Ольховая)
- 316 км: Коптел
- 325 км Лемва[15]
- 329 км: Сярма
- 347 км: Амшор
- 355 км: Сивая-Маска-Шор
- 360 км: Маска-Шор
- 372 км: Кузь-Ди-Шор
- 387 км: Перна-Шор
- 394 км: Щелья-Шор
- 395 км: Кебыла-Ю
- 400 км: Зин-Йоль
- 418 км: Пыж-Шор
- 423 км: Ош-Вор
- 428 км: Ваня-Иоль
- 430 км: Сяд-Яга
- 438 км: Сёйда
- 452 км: Кёчь-Пель
- 467 км: Воркута[6]
- 472 км: Юнко-Вож
- 489 км: Елец[16]
- 495 км: Комашор
- 532 км: Денис-Шор
- 543 км: Ворга-Шор
- 546 км: Камы-Шор
- 565 км: Большая Уса (Сарт-Ю)
- 565 км: Малая Уса (Сабри-Ю, Сабрей-Яга)

## Гидрология
Среднегодовой расход воды — 1310 м³/с (в 91 км от устья 1070 м³/с), наибольший 21500 м³/с (июнь), наименьший 43,9 м³/с (апрель). Замерзает в октябре — 1-й половине ноября, вскрывается в мае — июне. Питание снеговое и дождевое.
| Средний расход воды (м³/с) реки Усы по месяцам с 1931 по 1988 гг. (замеры производились на гидрологическом посту в районе д. Адзьвавом, в 160 км от устья) |

## Хозяйственное использование
Река судоходна на 325 км от устья. Пристани: Абезь, Петрунь, Макариха, Парма, Усть-Уса. В бассейне Усы расположены месторождения каменного угля Печорского угольного бассейна. В низовьях реки в окрестностях Усинска находятся крупнейшие в Республике Коми месторождения нефти и газа.

## Археология
На территории МО «Воркута», в среднем течении реки Уса, на левом её берегу находится стоянка первобытного человека Мамонтовая курья, датируемая возрастом 37,5 тыс. лет.

## Топографические карты
- Лист карты Q-40-XXI,XXII. Масштаб: 1 : 200 000. Указать дату выпуска/состояния местности.
- Лист карты Q-40-XVII,XVIII. Масштаб: 1 : 200 000. Указать дату выпуска/состояния местности.